# Gerlosberg
Gerlosberg   är en ort och kommun i distriktet Schwaz i förbundslandet Tyrolen i Österrike.